# Palpomya ruficeps
Palpomya ruficeps är en tvåvingeart som först beskrevs av Günther Enderlein 1912.  Palpomya ruficeps ingår i släktet Palpomya och familjen bredmunsflugor. Inga underarter finns listade i Catalogue of Life.